# Семберия
Семберия (серб. Семберија, босн. Semberija) — географический регион на северо-востоке Боснии и Герцеговины. Главным городом региона является Биелина. Семберия расположена между реками Дрина, Сава и горами Маевица. Основная часть региона принадлежит Республике Сербской. Первое упоминание Семберии относится к 1533 году — временам османского владычества.

## Галерея

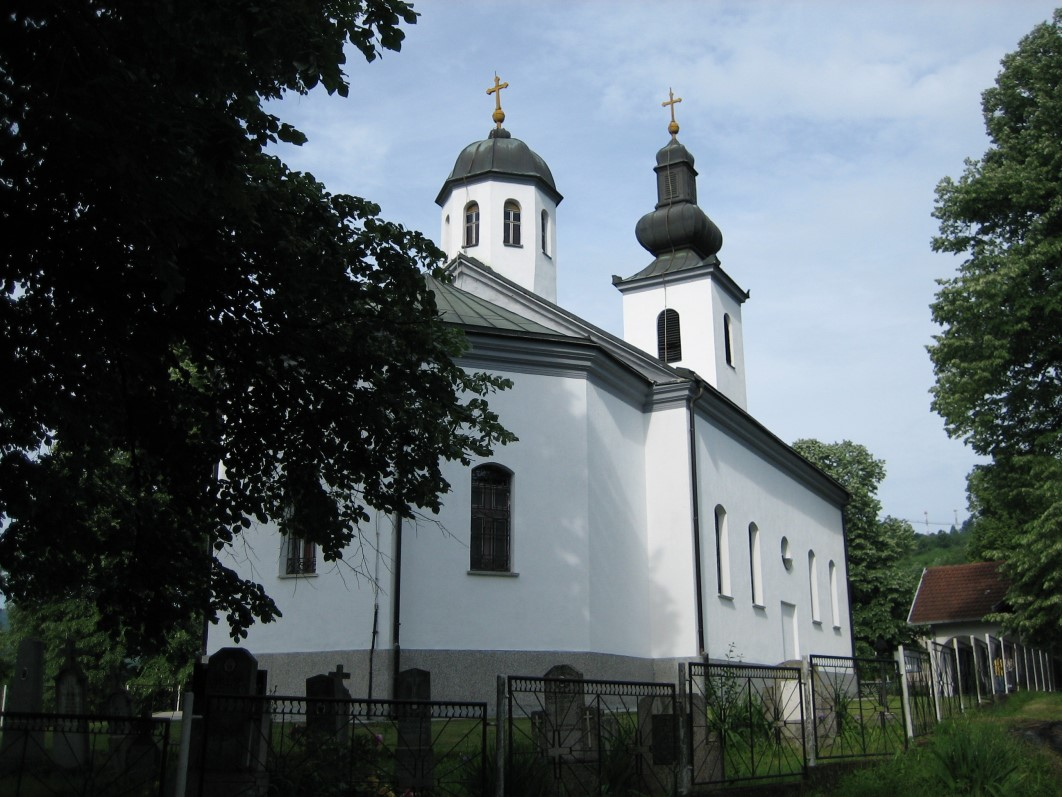
Храм в Лопаре
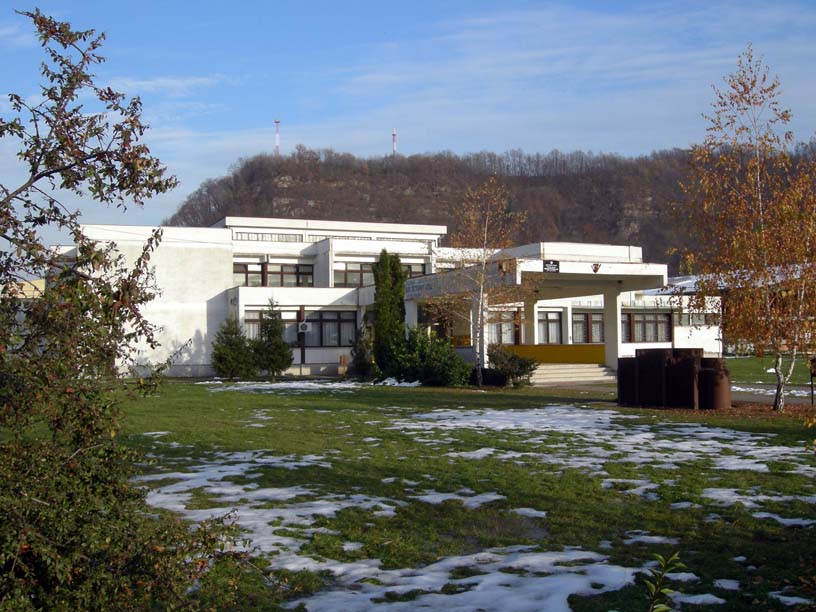
Школа в Углевике
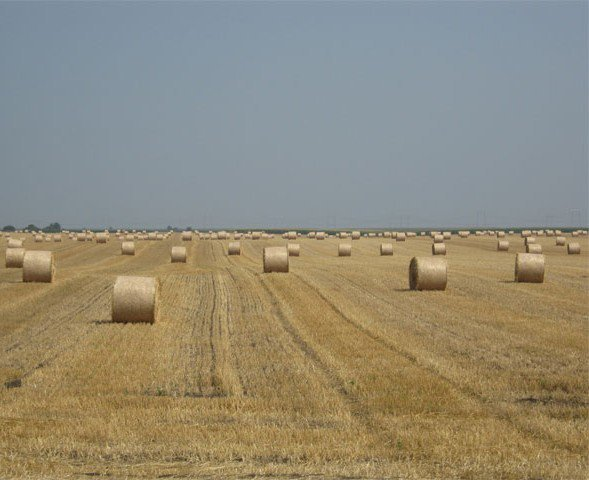
Поля в Сембрерии